# دانييلي مارينو
دانييلي مارينو (بالإيطالية: Daniele Marino)‏ (25 يوليو 1988 بروما في إيطاليا - ) هو لاعب كرة قدم إيطالي في مركز الدفاع. لعب مع إنتر ميلان وايه إس دي سامبينديتيس كالتشيو ‏ وAS Melfi ‏ ونادي تارانتو 1927 ونادي غوبيو وCampobasso FC ‏ وASD Akragas 2018 ‏ ونادي أبريليا راسينغ كلوب ‏.

## وصلات خارجية
- دانييلي مارينو على موقع قاعدة بيانات كرة القدم.إي يو (الإنجليزية)
- دانييلي مارينو على موقع Soccerway.com (الإنجليزية)